# Lithophane conformis
Lithophane conformis là một loài bướm đêm trong họ Noctuidae.